# Yuki Yanagita
Yuki Yanagita (柳田 悠岐, Yanagita Yūki, Hiroshima, 9 de outubro de 1988) é um jogador de beisebol japonês, que joga na posição de defensor externo (outfielder).

## Carreira
Yanagita compôs o elenco da Seleção Japonesa de Beisebol nos Jogos Olímpicos de Verão de 2020 em Tóquio, onde conquistou a medalha de ouro após derrotar a equipe dos Estados Unidos na final da competição por 2–0.